# Заречный (Ивановская область)
Заре́чный — село в Заволжском районе Ивановской области России. Административный центр Междуреченского сельского поселения.
Возник как посёлок при трикотажной фабрике «Заречье», которая и сегодня является градообразующим предприятием.

## География
Село расположено на левом берегу реки Волги, при впадении в неё реки Меры.

## История

### Основание и довоенный период
История посёлка связана с основанием на этом месте ткацкой фабрики промышленником А. В. Константиновым. После революции фабрика была национализирована, но работала нестабильно и в 1919 году остановилась. В 1931 году на её базе был организован деревообделочный завод, который, в свою очередь, был закрыт в 1940 году, а его оборудование вывезено.

### В годы Великой Отечественной войны
Новый этап в развитии посёлка начался в годы Великой Отечественной войны. Постановлением Совета Народных Комиссаров СССР от 4 августа 1941 года пустующие корпуса бывшего завода были переданы Главному управлению трикотажной промышленности для размещения оборудования, эвакуированного из Ленинграда.
Первые партии оборудования и специалисты прибыли зимой 1941—1942 годов. Официальной датой начала работы нового предприятия считается 25 августа 1942 года, когда была запущена первая очередь производства. Фабрика наладила выпуск продукции для нужд фронта, в первую очередь чулок и носков. План 1943 года был выполнен на 102,2%.
Производство столкнулось со значительными трудностями: нехваткой топлива (его заготавливали вручную работники фабрики), нестабильным энергоснабжением от локомобиля и дефицитом квалифицированных кадров. Для решения последней проблемы 1 июля 1944 года была открыта школа фабрично-заводского обучения (ФЗУ).
Первым директором фабрики был Изосим Андреевич Родин. В начале 1944 года его сменил Борис Ильич Бичутский, при котором была решена проблема электроснабжения посёлка за счёт подключения к линии соседнего химического завода.

### Послевоенный период и современность
В 1957 году Заречный получил статус посёлка городского типа.
В 2004 году преобразован в сельский населённый пункт (село).
До 2009 года являлся центром Заречного сельского поселения, которое было упразднено и включено в состав Междуреченского сельского поселения.

## Население
| 1959 | 1970  | 1979  | 1989  | 2002  | 2010  |
| ---- | ----- | ----- | ----- | ----- | ----- |
| 2294 | ↗2702 | ↘2335 | ↘1821 | ↘1382 | ↘1192 |

## Экономика
Градообразующим предприятием села является трикотажная фабрика «Заречье» (историческое название — Заволжская трикотажная фабрика), выпускающая трикотажные изделия.

## Известные уроженцы
- Ерёмина, Ольга Александровна (род. 1979) — российская писательница, поэт, филолог[8].